# Kecskeruta
A kecskeruta (Galega) a pillangósvirágúak (Fabaceae) családjába tartozó nemzetség.

## A kecskeruta ismertetőjegyei
A kecskeruta szára üreges levelei páratlanul szárnyaltak, rövid nyéllel, 5-8 levélpárral.
Levelei keskenyek, lándzsás alakúak és szabályos szélűek, hegyes végződésűek.
Virágai világoslilák, vagy fehérek a levélzet alatt (levélhónaljban) laza fürtökben nyílnak.
Maximum 3 cm hosszú hüvelytermése sok lapos magvat tartalmaz.
Pillangósvirágúak 30-100 cm magassága, július és szeptember között terem évelő növény.

### Lelőhelyei
A kecskeruta megtalálható mocsaras réteken és gyomos szegélyek mentén.

#### Gyűjtése és alkalmazása
Virágzáskor szedjük, ilyenkor bővelkedik hatóanyagokban: szaponinok, cserzőanyagok, flavonoidok, quercetin és galegin alkaloida.
A kecskerutából készült tea és tinktúra segíti a szervezet méregtelenítését a veséken és a bőrön át.
A növény megtalálható néhány tejelválasztó teakeverékben is, és egyszerre erősíti az anyát és a gyermeket is.
Régebben   megtalálható volt az időskori cukorbetegség elleni teakeverékekben is. 
Az ilyen teák nem helyettesítik a gyógyszeres és az inzulininjekciós kezeléseket, csupán kiegészítő ként használhatóak a terápiák hatékonyságának növelése érdekében.
Fogyasztása tilos, szerepel az OGYÉI tiltólistáján is.

## Mérgező hasonmása
Tarka koronafürt szintén évelő növény. 
Üreges, szögletes szára a földön kúsznak a levelei szintén páratlanok.
A levelei kisebbek és számosabbak, mint a kecskerutáé.
Virágai rózsaszínűek a csónak csúcsa lila, 10-20 db alkot egy fejecskét.
Különösen a magjai mérgezőek.

## Fajok
A nemzetségbe 6 fajt sorolnak:
- Galega albiflora Tournay
- Galega battiscombei (Baker f.) J.B.Gillett
- Galega lindblomii (Harms) J.B.Gillett
- orvosi kecskeruta (Galega officinalis L.)
- keleti kecskeruta (Galega orientalis Lam.)
- Galega somalensis (Taub. ex Harms) J.B.Gillett